# Mystic (Connecticut)
Mystic és una concentració de població designada pel cens dels Estats Units a l'estat de Connecticut. Segons el cens del 2000 tenia 4.001 habitants.

## Demografia
Segons el cens del 2000, Mystic tenia 4.001 habitants, 1.797 habitatges, i 995 famílies. La densitat de població era de 461,1 habitants/km².
Dels 1.797 habitatges en un 20,3% hi vivien nens de menys de 18 anys, en un 45,6% hi vivien parelles casades, en un 7% dones solteres, i en un 44,6% no eren unitats familiars. En el 35,3% dels habitatges hi vivien persones soles el 9,1% de les quals corresponia a persones de 65 anys o més que vivien soles. El nombre mitjà de persones vivint en cada habitatge era de 2,1 i el nombre mitjà de persones que vivien en cada família era de 2,76.
Per edats la població es repartia de la següent manera: un 16,7% tenia menys de 18 anys, un 5,4% entre 18 i 24, un 31,1% entre 25 i 44, un 27,4% de 45 a 60 i un 19,4% 65 anys o més.
L'edat mediana era de 43 anys. Per cada 100 dones de 18 o més anys hi havia 90,1 homes.
La renda mediana per habitatge era de 62.236 $ i la renda mediana per família de 70.625 $. Els homes tenien una renda mediana de 50.036 $ mentre que les dones 32.400 $. La renda per capita de la població era de 33.376 $. Aproximadament l'1,6% de les famílies i el 3,1% de la població estaven per davall del llindar de pobresa.

## Poblacions més properes
El següent diagrama mostra les poblacions més properes.